# Війна (книга)
«Війна» — документальна книга, написана журналістом Бобом Вудвордом і опублікована Simon & Schuster 15 жовтня 2024 року.

## Короткий зміст
У «Війні» Вудворд порівнює президентство Дональда Трампа та Джо Байдена, дійшовши висновку, що Трамп гірший за Річарда Ніксона. Вудворд стверджує, що Трамп надіслав дефіцитні тести на COVID-19 президенту Росії Володимиру Путіну під час пандемії. Вудворд також стверджує, що Трамп продовжував свої стосунки з Путіним після завершення терміну його президентства, під час аж семи приватних дзвінків  .
За словами Вудворда, Байден назвав ізраїльського прем’єр-міністра Біньяміна Нетаньяху «сучим сином» і «поганим хлопцем» щодо того, як він веде війну між Ізраїлем і ХАМАС, і звинуватив у російському вторгненні в Україну дії колишнього президента Барака Обами. Вудворд також пише, що розвідувальне співтовариство Сполучених Штатів викрило плани Росії вторгнутися в Україну за кілька місяців до цього, але адміністрація Байдена не змогла переконати президента України Володимира Зеленського в тому, що дані розвідки були точними .